# دوشیزه جهان ۲۰۰۹
دوشیزه جهان ۲۰۰۹ (انگلیسی: Miss Universe 2009)؛ ۵۸مین دوره دوشیزه جهان بود، که در ٢٣ آگوست ۲۰۰۹ در ناسائو، باهاما برگزار شد.استیفانا فرناندز از ونزوئلا توانست برنده این رویداد شود.